# Уральский технический институт связи и информатики
Ура́льский техни́ческий институ́т свя́зи и информа́тики (УрТИСИ) — филиал СибГУТИ, высшее учебное заведение Екатеринбурга, созданное на основе колледжа связи по приказу Госкомсвязи России №112 от 02 июля 1998 года.

## История
5 марта 1930 года, по решению коллегии при народном комиссариате почт и телеграфа в Свердловске был открыт техникум связи, где, по задумке коллегии, учёба должна была быть сопряжена с практикой, дабы учащиеся могли быстро получить знания и начать работу по своей специальности. Так, изначально техникум получил в своё распоряжение дореволюционное двухэтажное здание бывшей почты, которая, впрочем, не была оборудована или приспособлена для обучения — одну комнату приспособили как библиотеку, а ещё три — как лаборатории по телефонному, телеграфному и радиообмену. Первый отбор учащихся начался в этом же году, и первый выпуск, учитывая трёхлетнюю программу — в 1933 году, обучая по 120 человек на курс.
В течение пятидесятых, шестидесятых и семидесятых годов, происходит постепенное расширение техникума. Открылись вечерние и заочные отделения, а чуть позже было построено общежитие, а также два учебных корпуса (обычный и лабораторно-производственный). Так, приказ министерства связи СССР от 9 апреля 1970 года выразила благодарность техникуму и назвала его лучшим в сфере учебно-методической и воспитательной деятельности, общая численность учащихся возросла до 4.400 студентов, а преподавателей — 134 человек, общее число лабораторий, мастерских и кабинетов установилось в размере 36 помещений. В восьмидесятых развитие техникума продолжилось — была открыта столовая и новое общежитие, началась компьютеризация. В 1992 году получен статус колледжа.
27 марта 1997 года, Минсвязь РФ выпустил приказ, на основании которого колледж связи вошёл в состав СибГУТИ, преобразовавшись в факультет сокращённой подготовки университета. Через год, в 1998 году, на базе колледжа и факультета создаётся филиал СибГУТИ в Екатеринбурге, получивший в 2002 собственное отдельное наименование — УрТИСИ.

## Структура

### Органы управления
1. Конференция работников и обучающихся УрТИСИ СибГУТИ;
2. Учёный совет;
3. Дирекция;
- Директор УрТИСИ;

- Учёный секретарь совета УрТИСИ;

4. Советы УрТИСИ;
- Научно-методический совет УрТИСИ;

- Редакционно-изадтельский совет УрТИСИ;

- Студенческий совет УрТИСИ;

- Студенческий совет общежития УрТИСИ;

5. Аттестационная комиссия.

### Кафедры и факультеты
- Кафедра высшей математики и физики;
- Кафедра инфокоммуникационных технологий и мобильной связи;
- Кафедра информационных систем и технологий;
- Кафедра многоканальной электрической связи;
- Кафедра экономики связи;
- Факультет инфокоммуникаций, информатики и управления;
- Факультет непрерывного обучения.

### Иные образования
- Колледж связи и информатики.